# Eugen Polanski
Eugen Polanski (nascido Bogusław Eugeniusz Polański; Sosnowiec, 17 de março de 1986) é um futebolista teuto-polonês que atua no Hoffenheim.

## Carreira
Polanski começou a carreira no Borussia Mönchengladbach, em 2004. Jogou também no Getafe e no Mainz, antes de ser contratado pelo Hoffenheim em 2013. Desde então, foram 106 partidas e 9 gols marcados pelos Kraichgauer.
Jogou também pela Alemanha Sub-21 entre 2005 e 2008. Em 2011, sem chances de defender a equipe principal, optou em representar a Seleção de seu país natal, pela qual estreou contra a Geórgia. Convocado para a Eurocopa de 2012, Polanski atuou nos 3 jogos da equipe, que caiu na fase de grupos.